# Lamella (micologia)

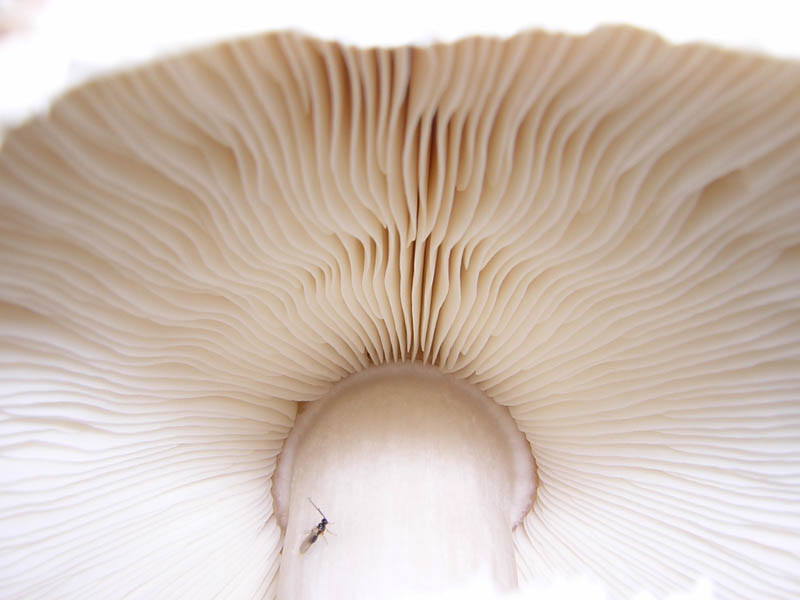
Lamelle di Lepiota sp.

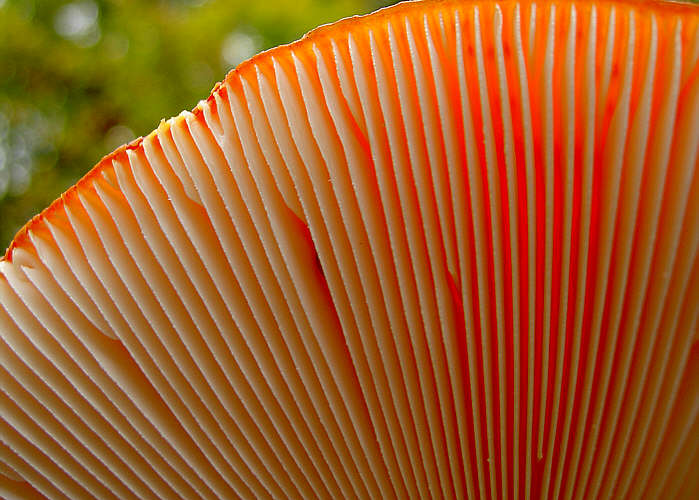
Lamelle intercalate da lamellule

Le lamelle sono sottili lamine disposte a coltello, a raggiera, sotto il cappello dei funghi, congiungenti il margine col gambo.
Le lamellule (o pseudo-lamelle)sono molto simili alle lamelle e si interpongono tra queste ultime, senza però mai raggiungere il gambo. Possono essere appena accennate o arrivare ad una lunghezza fino ai 2/3 di quella delle lamelle. La loro funzione principale è quella di favorire la diffusione delle spore.

## Caratteristiche delle lamelle
Le principali caratteristiche delle lamelle da osservare sono:
- colore nel fungo giovane e nel fungo maturo
- forma e struttura (superficie, filo, larghezza, spessore, profilo, etc.)
- modo di inserzione al gambo

### Forma
In base a come sono distribuite sotto la superficie del cappello, le lamelle si definiscono:

biforcate
ramificate
anastomosate

con lamellule
fitte
spaziate

### Forma longitudinale
- Ventricose: significa che le lamelle hanno una forma panciuta più ingrossata al centro.

### Modo di inserzione al gambo
A seconda di come le lamelle si congiungono al gambo si definiscono:

adnate
annesse
decorrenti

libere
sinuate
subdecorrenti